# Prawosławny patriarcha Aleksandrii
Prawosławny patriarcha Aleksandrii – jeden z patriarchów w Cerkwi prawosławnej, zwierzchnik prawosławnego Patriarchatu Aleksandryjskiego. Czasem jest nazywany greckim patriarchą Aleksandrii dla odróżnienia od koptyjskiego patriarchy Aleksandrii. Ustanowiony w 381 r. i po schizmie w 451 r. kontynuowany jako prawosławny.
Administracyjnie patriarchat aleksandryjski obejmuje  piętnaście diecezji i około 300 tys. wiernych. Pod jego jurysdykcją znajduje się obszar całej Afryki i Malty.
Oficjalny tytuł patriarchy aleksandryjskiego brzmi: Wielce Bosko Błogosławiony Papież i Patriarcha Wielkiego Miasta Aleksandrii, Libii, Pentapolis, Etiopii, całego Egiptu i całej Afryki, Ojciec Ojców, Pasterz Pasterzy, Trzynasty Apostoł i Sędzia Świata.

## Patriarchowie Aleksandrii po 451
- 451–457 – Proteriusz
- 460–475 – Tymoteusz III
- 477 – Piotr III
- 477–482 – ponownie Tymoteusz III
- 482 – Jan I
- 482–489 – ponownie Piotr III
- 489–496 – Atanazy II
- 496–505 – Jan II
- 505–516 – Jan III
- 516–517 – Dioskur II
- 517–535 – Tymoteusz IV
- 535–536 – Teodozy I
- 537–542 – Paweł
- 542–551 – Zoilus
- 551–569 – Apolinariusz
- 569–579 – Jan IV
- 581–607 – Eulogiusz
- 607–609 – Teodor
- 610–619 – Jan V
- 621–631 – Jerzy I
- 631–643 – Cyrus
- 643–651 – Piotr IV
- Koadiutor – Teodor II
- Koadiutor – Piotr V
- Koadiutor – Piotr VI
- Koadiutor – Teofil II
- Koadiutor – Onopsus
- 727–768 – Kosma I
- 768–813 – Politianus
- 813–817 – Eustacjusz
- 817–841 – Krzysztof I
- 841–860 – Sofroniusz I
- 860–870 – Michał I
- 870–903 – Michał II
- 907–932 – Chrystodulos
- 933–940 – Eutychiusz
- 941 – Sofroniusz II
- 941–954 – Izaak
- 954–960 – Hiob
- 963–1000 – Eliasz I
- 1000–1010 – Arseniusz
- 1010–1020 – Teofil II
- 1021–1051 – Jerzy II
- 1052–1059 – Leon
- 1059–1062 – Aleksander II
- 1062–1100 – Jan VI
- 1100-? – Eulogiusz
- ? – Sabbas
- ? – Cyryl II
- ?–1116 – Teodozy II
- 1116–1171 – Sofroniusz III
- 1171–1175 – Eliasz II
- 1175–1180 – Eleuteriusz
- 1180–1209 – Marek III
- 1210–1243 – Mikołaj I
- 1243–1263 – Grzegorz I
- 1263–1276 – Mikołaj II
- 1276–1316 – Atanazy III
- 1316–1354 – Grzegorz II
- 1354–1366 – Grzegorz III
- 1366–1385 – Nifon
- 1385–1389 – Marek IV
- 1389–1398 – Mikołaj III
- 1398–1412 – Grzegorz IV
- 1412–1417 – Mikołaj IV
- 1417–1425 – Atanazy IV
- 1425–1435 – Marek V
- 1435–1459 – Filoteusz
- 1459–1484 – Marek VI
- 1484–1486 – Grzegorz V
- 1486–1567 – Joachim
- 1569–1590 – Sylwester
- 1590–1601 – Melecjusz I
- 1601–1620 – Cyryl III
- 1620–1636 – Gerazym I
- 1636–1639 – Metrofanes
- 1639–1645 – Nicefor
- 1645–1657 – Joannik
- 1657–1678 – Paisjusz
- 1678–1688 – Parteniusz I
- 1688–1710 – Gerazym II
- 1710–1712 – Samuel
- 1712–1714 – Kosma II
- 1714–1723 – ponownie Samuel
- 1723–1736 – nadal Kosma II
- 1737–1746 – Kosma III
- 1746–1766 – Mateusz
- 1766–1783 – Cyprian
- 1783–1788 – Gerazym III
- 1788–1805 – Parteniusz II
- 1805–1825 – Teofil III
- 1825–1845 – Hieroteusz I
- 1845–1847 – Artemiusz
- 1847–1858 – Hieroteusz II
- 1858–1861 – Kallinik
- 1861–1865 – Jakub
- 1866–1869 – Nikanor
- 1870–1899 – Sofroniusz IV
- 1900–1925 – Focjusz
- 1926–1935 – Melecjusz II
- 1936–1939 – Mikołaj V
- 1939–1966 – Krzysztof II
- 1968–1986 – Mikołaj VI
- 1987–1996 – Parteniusz III
- 1997–2004 – Piotr VII
- od 2004 – Teodor II